# Estación de Faidherbe - Chaligny
Faidherbe - Chaligny es una estación de la línea 8 del metro de París, situada en el límite de los distritos XI y XII de la ciudad.

## Historia
La estación fue inaugurada el 5 de mayo de 1931.
Debe su nombre a Louis Léon César Faidherbe fundador del imperio colonial francés en África y a la familia Baltazar, cuyo miembro más conocido, Nily Baltazar, es el autor de la estatua ecuestre de Carlos III de Lorena que se encuentra en Nancy.

## Descripción
Se compone de dos andenes laterales de 105 metros de longitud y de dos vías.
Está diseñada en bóveda elíptica revestida completamente de los clásicos azulejos blancos biselados del metro parisino.
Su iluminación ha sido renovada empleando el modelo vagues (olas) con estructuras casi adheridas a la bóveda que sobrevuelan ambos andenes proyectando la luz en varias direcciones.
La señalización por su parte usa la tipografía CMP donde el nombre de la estación aparece sobre un fondo de azulejos azules en letras blancas. Por último, los escasos asientos de la estación son, individualizados y de tipo Motte.

## Accesos
La estación dispone de tres accesos:
- Acceso 1: a la altura del n.º 5 de la calle de Montreuil.
- Acceso 2: a la altura del n.º 31 de la calle Chaligny.
- Acceso 3: a la altura del nº 196 de la calle du Faubourg-Saint-Antoine